# Messor caviceps
Messor caviceps är en myrart som först beskrevs av Auguste-Henri Forel 1902.  Messor caviceps ingår i släktet Messor och familjen myror. Inga underarter finns listade i Catalogue of Life.